# Aadu Must
Aadu Must (ur. 25 marca 1951 w Parnawie, zm. 20 lipca 2023) – estoński historyk, polityk i samorządowiec, w latach 2019–2020 przewodniczący Rady Bałtyckiej. Deputowany do Riigikogu XI, XII, XIII i XIV kadencji.

## Biografia
W 1969 roku ukończył szkołę średnią nr 7 w Tartu. W 1976 roku uzyskał licencjat z historii z tytułem cum laude na uniwersytecie w Tartu, w tym samym roku zaczął wykładać na tejże uczelni. 9 lat później, na tym samym uniwersytecie uzyskał doktorat. W 1997 roku habilitował się.
Od 1971 do 1973 roku pracował jako dyrektor artystyczny w Tori Cultural Centre. W 1991 roku został szefem Estonian Information Bureau.

### Kariera polityczna
Był członkiem Kongresu Estońskiego, organu parlamentarnego utworzonego w 1991 roku w celu przywracania niezależności od ZSRR, po upadku Estońskiej SRR. W 1996 roku dołączył do Estońskiej Partii Centrum.

#### Samorząd
W latach 1989 był wybierany na radnego Rady Miejskiej Tartu. W latach 2001–2007, 2009–2011, 2013–2015 pełnił funkcję przewodniczącego tegoż gremium. W 2017 roku ponownie objął tenże urząd.

#### Parlamentaryzm
W wyborach parlamentarnych w 2007 roku został wybrany deputowanym do Zgromadzenia Państwowego XI kadencji z okręgu Tartu. W wyborach parlamentarnych w 2011 roku uzyskał reelekcję. W XII kadencji Riigikogu został wiceprzewodniczącym Komitetu ds. Kultury. W następnej kadencji parlamentu ponownie został wiceprzewodniczącym tegoż komitetu, a od 2016 roku pełnił funkcję jego przewodniczącego.

#### Rada Bałtycka
Został wybrany przewodniczącym Rady Bałtyckiej na kadencję 2017 roku. Po zakończeniu urzędowania, przez następne dwie kadencje pełnił funkcję wiceprzewodniczącego. 29 listopada 2019 roku, w trakcie 38. posiedzenia Rady Bałtyckiej w Rydze, ponownie został wybrany przewodniczącym tego gremium. 6 listopada 2020 roku, w trakcie zdalnego posiedzenia, zastąpił go na tej funkcji Valerijus Simulik, jednocześnie Must został ponownie wybrany wiceprzewodniczącym tego gremium. Jest szefem estońskiej delegacji w tejże organizacji.

## Życie prywatne
Jest żonaty, ma czwórkę córek.

## Odznaczenia i wyróżnienia
- Order Gwiazdy Białej IV klasy (2005)[1]
- Krzyż Kawalerski Orderu Zasługi Rzeczypospolitej Polskiej (2005)[10][1]
- Wielki Oficer Orderu Oranje-Nassau (2008)[1]
- Medal Rady Bałtyckiej (2009)[11]